# Институт Санта-Фе
Институт Санта-Фе (SFI) — независимый институт теоретических исследований, расположенный в Санта-Фе, Нью-Мексико, США, являющийся некомерческой организацией и занимающийся междисциплинарным исследованием фундаментальных свойств сложных адаптивных систем, включая физические, математические, биологические и социальные системы.
Институт состоит из небольшой группы постоянных сотрудников, большого количества сотрудников, постоянно работающих в других институтах, и приглашённых исследователей. Институт консультируют видные ученые, включая несколько лауреатов Нобелевской премии. Также проводит образовательную работу по комплексным системам среди студентов.
Финансирование института включает пожертвования, гранты, государственное субсидирование и вложения коммерческих структур. Бюджет на 2011 год составил чуть более $ 10 млн.

## История
Институт Санта-Фе был организован в 1984 году группой учёных, включающей Джорджа Кована, Дэвида Пинеса, Стирлинга Колгейта, Марри Гелл-Мана, Николаса Константина Метрополиса, Херба Андерсена, Питера Каррутерса и Ричарда Слански, большинство из которых, за исключением Дэвида Пинеса и Гелл-Мана были сотрудниками Лос-Аламосской национальной лаборатории. Главной их целью было создание специальной организации для междисциплинарных исследований.

## Исследования
Сфера исследований Института сосредоточена как на сложных адаптивных системах так и просто на сложных системах. Исследования включают изучение процессов, ведущих к появлению ранних форм жизни, эволюционное моделирование, изучение метаболических и экологических законов подобия, фундаментальных свойств городов, эволюционной диверсификации вирусных штаммов, взаимодействия и конфликтов социальных групп приматов, истории языков, взаимодействия видов, в том числе пищевых цепочек, динамики финансовых рынков, возникновения иерархии и кооперации в ранних человеческих популяциях, биологических и технологических новшеств.

## Некоторые достижения
- Исследования института привели к попыткам создания искусственной жизни в 1980-х и 1990-х.[2]
- Основополагающий вклад в области теории хаоса.[2]
- Основополагающий вклад в области генетических алгоритмов.[5]
- Основополагающий вклад в области сложных систем в экономике.[6]
- Основополагающий вклад в области эконофизики.[6]
- Основополагающий вклад в области комплексных сетей.[7]
- Основополагающий вклад в области системной биологии.[8]
- Проект «Evolution of Human Languages» (Эволюция человеческих языков), попытка отследить развитие языков к прамировому языку.[9][10]

## Знаменитые сотрудники
Постоянные сотрудники Института.
- Боулс, Самуэль
- Гелл-Ман, Марри
- Кристофер Мур[англ.]
- Джерри Саблофф[англ.]
- Джеффри Уэст[англ.]
- писатель Кормак Маккарти вплоть до своей кончины[12].